# Crucoli
Crucoli es una localidad italiana de la provincia de Crotona, región de Calabria, con 3.317 habitantes.

## Evolución demográfica
| Gráfica de evolución demográfica de Crucoli entre 1861 y 2001 |
|                                                               |
| Fuente ISTAT - Elaboración gráfica por parte de Wikipedia     |